# جريدة النور
جريدة النور هي جريدة أسبوعية سياسية ثقافية تصدر في دمشق/ سوريا يصدرها الحزب الشيوعي السوري الموحد أسست عام 1955 وهي صحيفة مستقلة حرة مفتوحة لكل الأقلام.
خاضت النور في تجربتها الأولى (1955-1959)، مع شعبها وقواه الحيّة معارك الحرية والكرامة، رافعة لواء النضال التحرري الوطني والديمقراطي عالياً.
وهي تعود اليوم لتكمل الطريق بالروح نفسها والعزيمة نفسها، في ظروف العصر والعولمة وتحدياتهما، وفي ظروف الوطن بكل ما تمليه من مهام وواجبات.
تسعى صحيفة «النور» السورية جاهدة لتكون صورة حية عن تلاوين الطيف الوطني في المجتمع فالمجتمع، أي مجتمع، لم يكن يوماً، ولا يمكن أن يكون لوناً واحداً، بل ألوان تشكل قوس قزح واحداً تصب كلها في بؤرة واحدة هي بؤرة الوطن. ومن هذا المنطلق نحاول أن تكون«النور» فسحة للرأي والراي الآخر والحوار المسؤول.
إننا نفتح صدر صحيفتنا لممثلي الثقافة الوطنية والفكر التقدمي باتجاهاته المختلفة، الماركسية والقومية، وكذلك للفكر الديني المستنير، الذي يرفض الظلامية. ونرحب بممثلي الحركة النقابية والفلاحية والمهنية، ورجال الصناعة الوطنية والعاملين على تحقيق تنمية اقتصادية صحيحة.
«النور» هي صوت المستضعفين المناضلين من أجل العدالة الاجتماعية، صوت العامل والفلاح والمثقف والمبدع ورجل العلم. إنها صوت المدافعات والمدافعين عن حقوق المرأة ولرفع كل أشكال الحيف عنها، وصوت الشباب المطالب بظروف أفضل من أجل دور أكبر.
وبوصفنا جزءاً من حركة التحرر الوطني العربية نرفع عالياً صرخة الدم الفلسطيني الذي يراق كل يوم، ونعمل لتعزيز التعاون والتضامن العربيين من أجل استرجاع الأرض والحقوق، ومن أجل وحدة عربية ديمقراطية، ولتشديد النضال المتنامي عربياً وعالمياً ضد الإمبريالية الأمريكية والصهيونية وضد العدوان الإسرائيلي.

## وصلات خارجية
- www.alnnour.com موقع جريدة النور